# دایچی اینوی
دایچی اینوی (انگلیسی: Daichi Inui؛ زادهٔ ۲ دسامبر ۱۹۸۹) بازیکن فوتبال اهل ژاپن است.